# إي. بيرس مارشال
إي. بيرس مارشال (بالإنجليزية: E. Pierce Marshall)‏ هو رجل أعمال أمريكي، ولد في 12 يناير 1939 في سان فرانسيسكو في الولايات المتحدة، وتوفي في 20 يونيو 2006 في دالاس في الولايات المتحدة بسبب مرض معد. والده هو رجل الأعمال والملياردير جيه هاورد مارشال.

## وصلات خارجية
- إي. بيرس مارشال على موقع IMDb (الإنجليزية)